# King Ghidorah

King Ghidorah (Mitte) auf dem Kinoplakat zu Frankensteins Monster im Kampf gegen Ghidorah (1964)

King Ghidorah (jap. キングギドラ, Kingu Gidora) ist ein Kaijū aus dem Tōhō-Filmstudio. Das Monster tauchte erstmals in einem Godzilla-Film mit dem Titel Frankensteins Monster im Kampf gegen Ghidorah (San Daikaijū: Chikyū Saidai no Kessen, auf Englisch unter anderem: Monster of Monsters: Ghidorah und Ghidrah, the Three-headed Monster, 1964) auf. Andere Schreibweisen für den Namen sind Ghidrah, Ghidora oder Gidorra.

## Beschreibung
Ghidorah landete per Meteorit aus dem Weltall auf der Erde. Im 1991er Godzilla – Duell der Megasaurier (Gojira vs. Kingu Gidora, 1991) ist er ein Produkt genetisch veränderter Haustiere und im 2001er Godzilla, Mothra and King Ghidorah – Giant Monster All-Out Attack (Gojira, Mosura, Kingu Gidora: Daikaijū Sōkōgeki) eine mythologische Gottheit, die unter den Wäldern des Berges Fuji einen tausendjährigen Schlaf hält.
Dieses dreiköpfige recht beliebte Godzilla-Monster ist 100 bis 150 Meter groß (es ist im Laufe der Zeit gewachsen). Es hat eine Flügelspannweite von 150 bis 250 Meter und wiegt 30.000 bis 70.000 Tonnen (es ist mit der Zeit auch schwerer geworden).
Außerdem ist er das größte Kaijū aus den Godzilla-Filmen.

## Waffen
Als häufigste Waffe verwendet es elektromagnetische Entladungen oder Blitze (Gravitations-Blitze), die aus allen drei Mäulern kommen können. Der mittlere Kopf beherrscht außerdem noch einen Feueratem. In Mothra III – King Ghidora kehrt zurück (Mosura 3: Kingu Gidora raishu, 1998) kann King Ghidorah auch Blitze aus seinen Flügeln emittieren. Durch Schlagen mit den Flügeln erzeugt das Monster Winde mit dreifacher Schallgeschwindigkeit (Mach 3), sodass Städte zerstört und andere Monster umgeworfen werden.

## Ähnliche Kreaturen
In einigen Filmen tauchen Monster auf, die King Ghidorah ähnlich sind. So wird in Godzilla – Duell der Megasaurier (Gojira vs. Kingu Gidora, 1991) der von Godzilla besiegte King Ghidorah von Menschen aus der Zukunft wiederbelebt und mit neuen Waffen ausgestattet. Diese Form wird Mecha-King Ghidorah genannt. In Mosura (Rebirth of Mothra, 1996) kämpft Mothra gegen eine vierbeinige schwarze Kreatur namens Desghidorah. Bei Monster X, dem letzten Gegner Godzillas in Gojira: Final Wars (Godzilla: Final Wars, 2004), handelt es sich in Wahrheit um Kaizer Ghidorah. Auch er ist (nach seiner Verwandlung) ein vierbeiniger, dreiköpfiger Drache. Er verfügt über die Kraft, Energie auszusaugen und kann mit seinen Blitzen die Schwerkraft kontrollieren.

## Als Namensgeber
Der 2022 wissenschaftlich beschriebene Ringelwurm Ramisyllis kingghidorahi wurde wegen seines verzweigten Körpers nach King Ghidorah benannt.

## Filmographie
- 1964: Frankensteins Monster im Kampf gegen Ghidorah
- 1965: Befehl aus dem Dunkel
- 1968: Frankenstein und die Monster aus dem All
- 1972: Frankensteins Höllenbrut
- 1991: Godzilla – Duell der Megasaurier
- 1996: Mothra – Das Siegel der Elias (als Death-Ghidorah)
- 1998: Mothra III – King Ghidorah kehrt zurück
- 2001: Godzilla, Mothra and King Ghidorah: Giant Monsters All-Out Attack
- 2004: Godzilla: Final Wars (als Kaiser Ghidorah)
- 2019: Godzilla II: King of the Monsters
- 2021: Godzilla vs. Kong